# Stilema

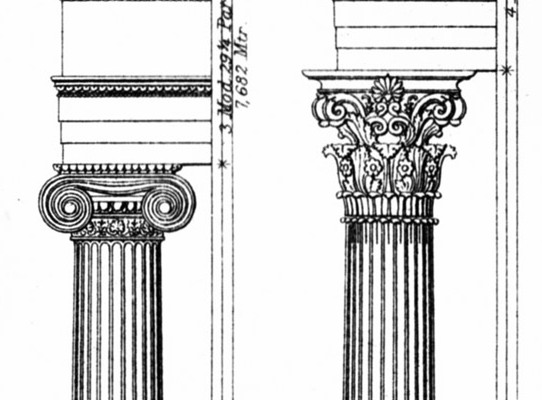
Capitelli ionici e corinzi

Lo stilema è l'elemento distintivo di uno stile. Il termine è usato per tutte le forme d'arte. 

## Linguistica
In linguistica, lo stilema è l'elemento formale o linguistico che distingue la particolare scrittura di un autore (il cosiddetto usus scribendi), oppure il modo particolare in cui è scritta un'opera, come nel caso dell'epica, dove gli stilemi non cambiano e ricorrono molte volte, o nello stile della poesia popolare e di altri generi letterari.

## Arti figurative
Nelle arti figurative, lo stilema viene riferito ai caratteri distintivi che possono connotare l'opera di un pittore, scultore o architetto, ma anche  l'insieme dei tratti distintivi di un periodo stilistico: ad esempio gli stilemi del romanico, del gotico ecc. ecc. o in riferimento ai peculiari tratti distintivi di uno stile locale, ad esempio: gli stilemi del romanico-pisano, ecc. ecc. Oppure di un movimento pittorico. Nelle arti minori, ciò che individua i tratti distintivi di uno stile decorativo in un preciso momento storico: gli stilemi dello "stile arcaico" nella ceramica tardo medioevale, ad esempio. 

## Musica
Nella musica, lo stilema consiste nei segni distintivi delle opere musicali o di musicisti.

## Design
Il termine stilema viene largamente usato nell'industrial design dove appare più consono del termine stile per indicare i tratti caratteristici di una particolare linea produttiva.